# エディツィオーネ・ホールディング
エディツィオーネ・ホールディング (Edizione Holding S.p.A.) は、ベネトン家による持株会社で、主に衣類、レストラン、不動産、農業分野を受け持つ。
2007年後半のグループの再構築後、エディツィオーネ・ホールディングは、合資会社「Ragione di Gilberto Benetton & C sapa」を通じてベネトン家に支配された二つの持株会社のうちの一つとなった。

## 関連企業
繊維と衣類:
- 66.7% - ベネトングループ。ミラノ、フランクフルト、ニュー・ヨークに上場。

レストランと小売業:
- 100%  - Schema34 srl。アウトグリル株の 57.1%を持つ。ミラノに上場しており、以下を配下とする:
  - 100%  - HMS Host Corp
  - 65.5% - Alpha Airports Plc
  - 50% - Aldeasa SA

不動産と農業:
- 100% - Maccarese SpA、100% 子会社のCia de tierras sudargentino saを持つ
- 100% - Edizione Realty Corp

メディア:
- 5%  - RCS MediaGroup
- 2.24% - Caltagirone Editore
- 25.8% - Il Gazzettino spa

他の分野:
- 0.6 - Assicurazioni Generali
- 4.7% - ピレッリ & C. spa
- 59% - 21 Investimenti
- 100% - Edizione Property spa
- 100% - Verdesport、ベネトン・バスケット、シスレー・バレー、ベネトン・ラグビー・トレヴィーゾの各社をグループとして調整する。